# إصابة الأنسجة الداعمة واللبية السنية المشتركة
إصابة الأنسجة الداعمة واللبية السنية المشتركة (بالإنجليزية: Combined periodontic-endodontic lesions) عبارة عن مناطق عدوى بكتيرية موضعية ومحددة، إما أن تبدأ من لب الأسنان أو دواعم الأسنان المحيط بالأسنان المصابة أو كلاهما معاً.

## مصدر العدوى

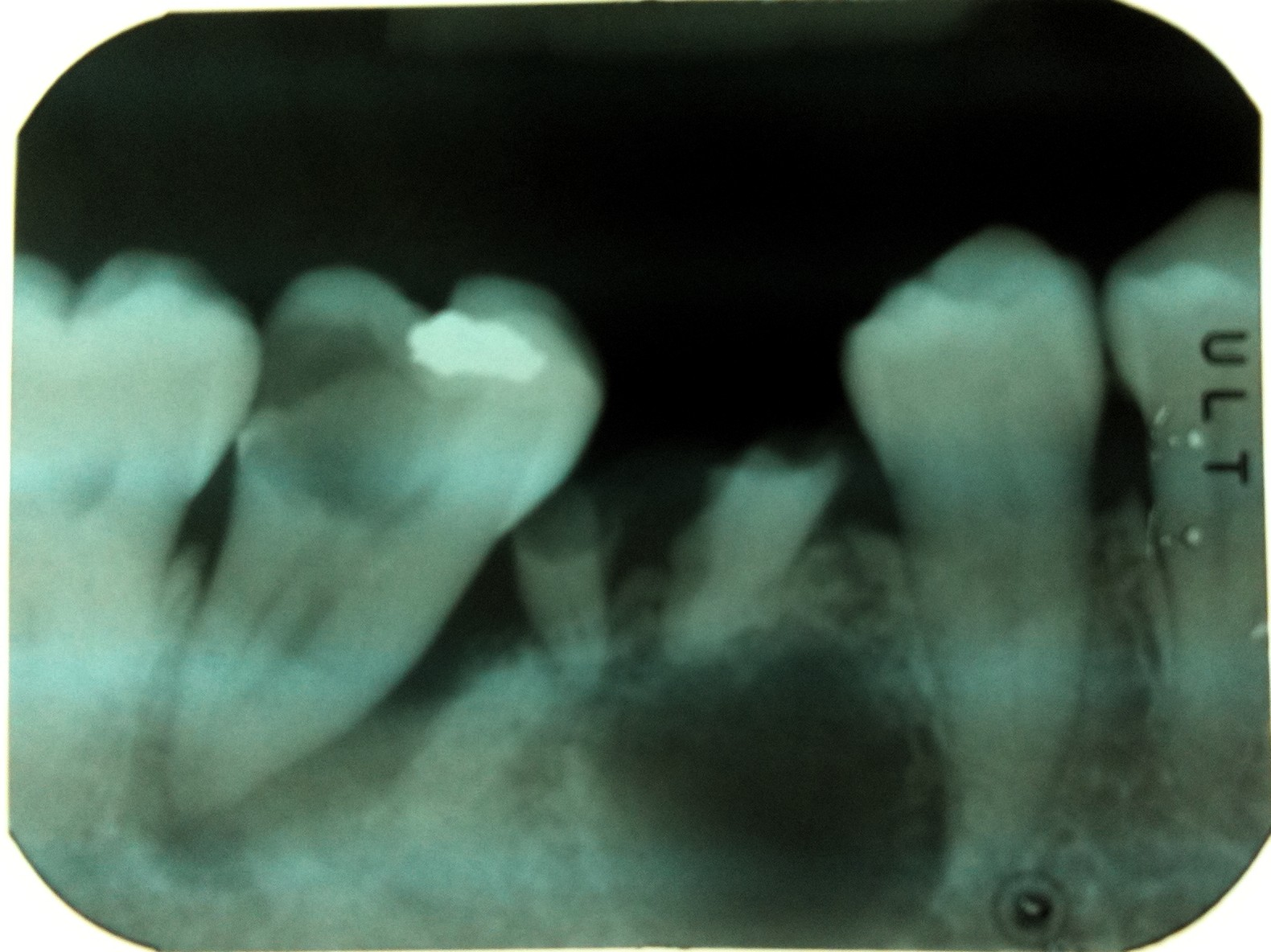
صورة شعاعية ذروية للأسنان في الجانب الأيمن من الفك السفلي، تظهر إصابة كبيرة بالتسوس في الجانب القاسي للرحى الثانية السفلية اليمنى. نفس السن أيضاَ مصاب بعيب كبير في دواعم السن. في هذه المرحلة وبدون معلومات أخرى يصعب القول ما العملية التي حدثت أولاً وأدت إلى موت اللب.

إصابة الأنسجة الداعمة واللبية السنية المشتركة يأخذ شكل خراج، وإما أن ينشأ في واحد أو كلا المكانين المذكورين. فتنقسم إلى فئتان فرعيتان:
1. لبي سني-نسيج داعم: العدوى من نسيج اللب السني قد تنتشر إلى العظام المحيطة بقمة الجذر أو جذر السن، مكونة خراج ما حول القمة أو الذروة.هذه العدوى قد تزداد إكليلياً لتتصل بحافة العظم السنخي وتجويف الفم بالانتشار حول الرباط حول السني.
2. نسيج داعم-لبي سني: تكوِّن العدوى جيبية داعمة للأسنان وقد تتوالد وتتشعب عبر القنوات الثانوية إلى القناة الجذرية لسن مصاب، فتؤدي إلى التهابات اللب.

لا يعتمد أي من المآل أو العلاج أو نتائج العلاج المرجوة على مصدر العدوى.
قد تنتج الإصابة المشتركة أيضاً من سن مكسور.

## العلاج
يتضمن العلاج معالجة لب الأسنان التقليدية متبوعة بمعالجة الأنسجة الداعمة التقليدية (تقليح الأسنان وكشط الجذر). إذا كانت الإصابة تعتبر حادة جداً قد تتطلب السن المصابة الخلع.